# مسح بروجي عميق
المسح البروجي العميق (بالإنجليزية: Deep Ecliptic Survey)‏ هو مشروع للعثور على أجسام حزام كايبر وذلك باستخدام مرافق المرصد الوطني لعلم الفلك البصري. الباحث الرئيسي للمشروع هو روبرت ميليس.
منذ عام 1998 وحتى نهاية عام 2003، شمل المسح 550 درجة مربعة بحساسية 22.5، مما يعني أن ما يقدر بحوالي 50٪ من الأجسام من هذا القدر قد تم العثور عليها.كما حدد المسح مستوى وسط حزام كابير وأدخل تعريفات رسمية جديدة لتصنيف حراكات أجرام كابير

تشمل الاكتشافات الأولى المهمة:
- 28978 إكسيون بلوتينو
- 19521 كيآس جسم حزام كايبر الكلاسيكي
- 1998 WW31,جرم وراء نبتوني
- (148209) 2000 CR105
- (87269) 2000 OO67
- 2001 QR322, أول طروادة نبتونية
- 2002 XU93